# Steffen
Steffen er et drengenavn, der er afledt af Stefan, som igen stammer fra det græske Stefanos med betydningen 'krans' eller 'krone'. Navnet forekommer også i de engelskinspirerede former Steven, Stephen og Steve samt den svenske variant Staffan. Næsten 9.000 danskere bærer et af disse navne pr. 1. januar 2010 ifølge Danmarks Statistik. På tysk bruges navnet Steffen ofte som efternavn.

## Kendte personer med navnet
- Steve Ballmer, amerikansk virksomhedsleder.
- Steve Biko, sydafrikansk apartheidmodstander.
- Steffen Brandt, dansk musiker og sangskriver.
- Steve Buscemi, amerikansk skuespiller og instruktør.
- Steven Chu, amerikansk fysiker.
- Stephen Foster, amerikansk forfatter og komponist.
- Stephen Frears, engelsk filminstruktør.
- Steven Gerrard, engelsk fodboldspiller.
- Steffen Gram, dansk journalist.
- Stephen Hawking, engelsk fysiker.
- Steve Irwin, australsk dyreforkæmper.
- Steve Jobs, amerikansk virksomhedsleder.
- Stephen King, amerikansk forfatter.
- Steffen Kretz, dansk journalist.
- Steven Lustü, dansk fodboldspiller.
- Steve Martin, amerikansk skuespiller.
- Steve McQueen, amerikansk skuespiller.
- Steffen Møller, dansk økonom.
- Staffan Olsson, svensk håndboldspiller.
- Stephen Roche, irsk cykelrytter.
- Steven Soderbergh, amerikansk filminstruktør.
- Steven Spielberg, amerikansk filminstruktør.
- Stephen Stills, amerikansk musiker og sangskriver.
- Steven Tyler, amerikansk rocksanger.
- Steve Vai, amerikansk rockguitarist.
- Steve Winwood, engelsk musiker og sangskriver.

## Navnet anvendt i fiktion
- Steffen er en af hovedpersoner i de to danske ungdomsfilm, Mig og Charly og Charly & Steffen
- Steve Sanders er en figur fra Beverly Hills 90210.